# Бараболько Михайло Петрович
Михайло Петрович Бараболько (нар. 21 липня (3 серпня) 1909, Нетечинці — 8 лютого 1989, Одеса) — радянський офіцер, Герой Радянського Союзу, в роки радянсько-японської війни командир 355-го окремого батальйону морської піхоти Сучанського сектора берегової оборони Тихоокеанського флоту, майор.

## Біографія
Народився 21 липня (3 серпня) 1909 року в селі Новонетечинці (нині село Нетечинці Хмельницького району Хмельницької області України), в сім'ї селянина. Українець. Закінчив неповну середню школу і зоотехнічні курси в місті Кам'янець-Подільський. Працював зоотехніком сільськогосподарської дослідної станції.
У Червоній Армії з 1931 року. У 1944 році вступив у ВКП(б)/КПРС. Учасник радянсько-японської війни з серпня 1945 року.
Батальйон морської піхоти під командуванням майора Михайла Бараболько 14 серпня 1945 року було висаджено в порт Сейсін, нині КНДР). Захопивши плацдарм, воїни батальйону утримували його близько доби.
Указом Президії Верховної Ради СРСР від 14 вересня 1945 року за зразкове виконання бойових завдань командування на фронті боротьби з японськими мілітаристами і проявлені при цьому мужність і героїзм, майору Бараболько Михайлу Петровичу присвоєно звання Героя Радянського Союзу з врученням ордена Леніна і медалі «Золота Зірка» (№ 8838).
Після війни продовжував службу в Збройних Силах СРСР. У 1950 році закінчив курси «Постріл». З 1957 року полковник М. П. Бараболько — в запасі.
Жив у місті Одеса. Працював на Одеській кіностудії, був заступником голови народного контролю Приморського району Одеси. Помер 8 лютого 1989 року. Похований в Одесі на Новоміському кладовищі.

## Нагороди, пам'ять
Нагороджений орденом Леніна, двома орденами Червоного Прапора, орденами Вітчизняної війни 1-го ступеня, Червоної Зірки, медалями.
Ім'я Героя носила піонерська дружина однієї зі шкіл Барнаула.

## Фільмографія
Директор кінокартин Одеської кіностудії:
- «Комеск» (1965)
- «Товариш пісня» (1966, у співавт.)
- «Дубравка» (1976, у співавт.)

Епізодичні кіноролі:
- «Царі» (1964)
- «Комеск» (1965)
- «Небезпечні гастролі» (1969)